# 波爾克縣 (阿肯色州)
波爾克縣（英語：Polk County）是美国阿肯色州西部的一個縣，西鄰奧克拉荷馬州，面積2,234平方公里。根據2020年美國人口普查，共有19,221人。縣治明娜（Mena）。該縣成立於1844年11月30日，縣名來自第十一任美国总统詹姆斯·诺克斯·波尔克。
本縣是一個禁酒的縣。